# Landeyjahöfn
Landeyjahöfn est un port de la côte sud de l'Islande. Il se situe sur le territoire de la commune de Rangárþing eystra, à l'ouest du fleuve Markarfljót, dans la région côtière de Bakkafjara.
Ouvert au trafic le 21 juillet 2010, il assure désormais la liaison maritime avec Heimaey sur les Îles Vestmann à la place du port de Þorlákshöfn, grâce au ferry-boat Herjólfur, de la compagnie Eimskip. La distance par la route de Reykjavik à Landeyjahöfn  est de 134 km, au lieu de 51 seulement jusqu'à Þorlákshöfn, mais la traversée beaucoup plus courte (30 minutes au lieu de 2 heures 45) permet de réduire significativement la durée totale du voyage.

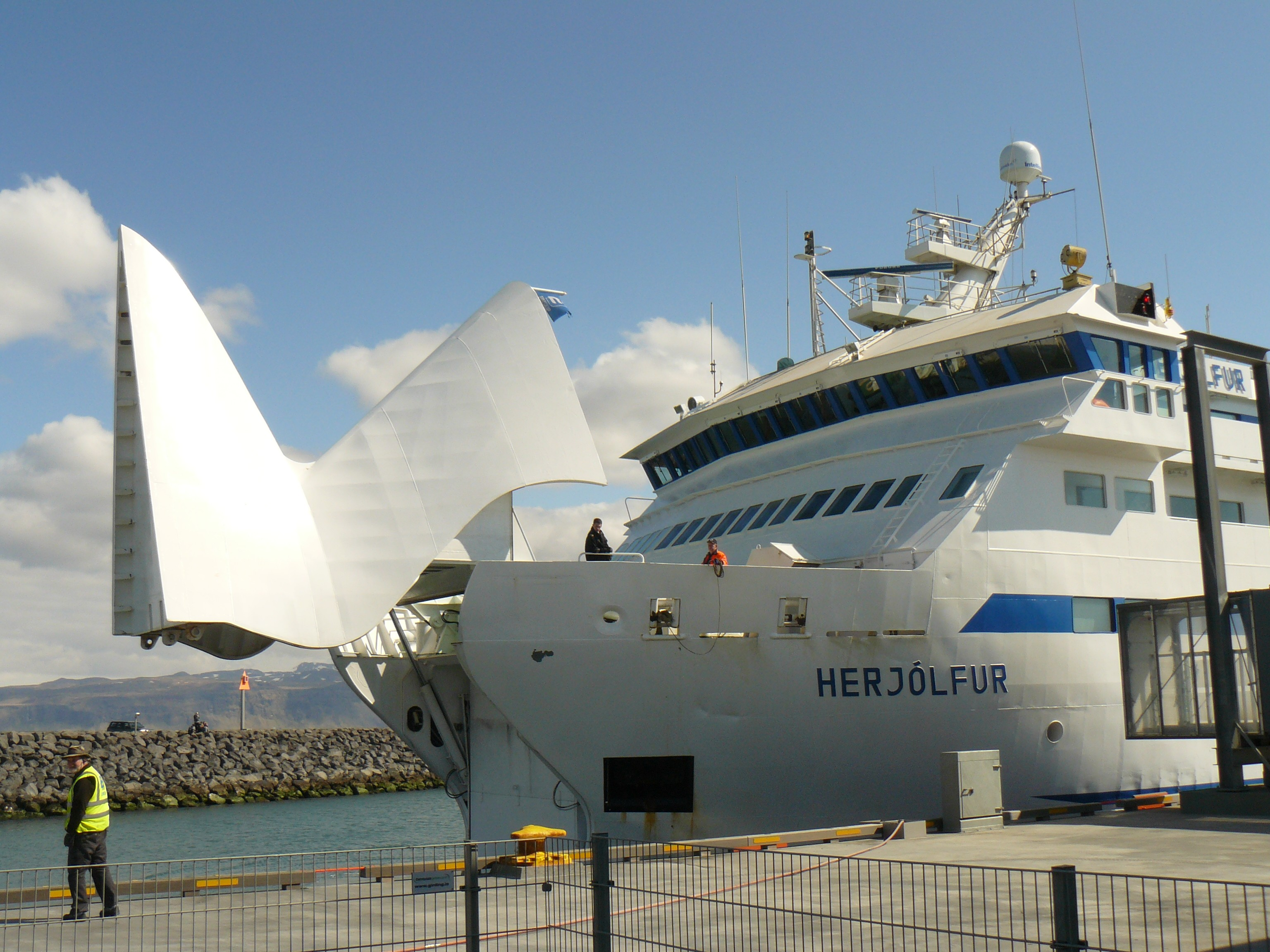
Le Herjólfur à son arrivée à Landeyjahöfn.